# Museo delle belle arti Emilio Caraffa
Il Museo delle belle arti Emilio Caraffa  è un museo sito a Córdoba in Argentina, intitolato al pittore Emilio Caraffa.

## Edificio
L'edificio, di stile neoclassico e a ridosso dell'ampio  Parque Sarmiento, fu progettato per le finalità museali nel 1916 dall'architetto Juan Kronfuss.

## Collezione
La collezione museale dedica particolare attenzione agli artisti argentini contemporanei.